# Zeuxis von Herakleia
Zeuxis von Herakleia (altgriechisch Ζεῦξις Zeúxis, verkürzt für Ζεύξιππος Zeúxippos) war nach antikem Zeugnis einer der berühmtesten griechischen Maler; daneben schuf er auch kleine Tonfiguren, figlina opera. Er wirkte etwa im letzten Drittel des 5. und den ersten Jahren des 4. Jahrhunderts v. Chr. Sein Werk ist allein durch literarische Zeugnisse überliefert.

## Leben
Seine Herkunft aus einem Herakleia ist zwar bezeugt, auch wenn Tzetzes ihn Ephesier nennt. Nicht zu bestimmen ist jedoch, aus welcher Stadt dieses Namens er stammte. Das erst 432 v. Chr. gegründete Herakleia im italischen Lukanien scheidet aufgrund der Lebensdaten mit großer Wahrscheinlichkeit aus.
Die Akme des Zeuxis wird von Plinius sehr exakt in das vierte Jahr der 95. Olympiade gesetzt, also in das Jahr 397 v. Chr., obgleich er Quellen kannte, die Zeuxis’ Blüte in seinen Augen fälschlich in die 89. Olympiade, also die Jahre 424 bis 421 v. Chr. datieren (a quibusdam falso in LXXXVIIII olympiade positus). Wahrscheinlicher ist jedoch, dass Plinius’ Angabe ein Irrtum und das Todesjahr gemeint war. Nach Platon, der ihn in seinem Dialog Protagoras erwähnt, muss er vor dem Tod des Perikles im Jahr 429 v. Chr., wenn auch noch jung, bereits so erfahren gewesen sein, dass er Ratschläge bezüglich der Malerei erteilen konnte. Um 405 v. Chr. tauchte sein Name im Gorgias, einem weiteren Dialog Platons, auf. Außerdem wurde er von Xenophon in den Memorabilien von einem Gesprächspartner des Sokrates wegen seiner Kunst unter den Malern am meisten bewundert. Schließlich ist die jüngste zeitlich zu fixierende Arbeit des Zeuxis die Ausgestaltung des Palastes von Archelaos I., der 399 v. Chr. starb. Zeuxis selbst starb sicher vor 355/354 v. Chr., da Isokrates ihn in seiner Antidoseos-Rede zugleich mit Phidias und Parrhasios nennt und rühmt, ein Lob, das Isokrates nur verstorbenen Künstlern zukommen ließ.
Als Lehrer wurden in den Quellen, die Plinius zur Verfügung standen, entweder ein Demophilos von Himera oder ein Neseus aus Thasos genannt. Bereits Plinius wollte sich hierin nicht festlegen. Doch galt insbesondere die Herkunft des Demophilos aus Nordsizilien bisweilen als Indiz für eine unteritalische Abstammung des Zeuxis.

## Werk
Mehr als fünfzehn Werke des Zeuxis werden in der antiken Literatur erwähnt. Neben der Ausgestaltung des Palastes für Archelaos schenkte er diesem auch das Gemälde eines Pan, den Agrigentinern schenkte er eine Alkmene. Bei letzterem handelt es sich möglicherweise um das gleiche Bild, das den kindlichen Herakles, wie er die Schlangen würgt, in Gegenwart von Alkmene und Amphitryon darstellte. Des Weiteren nennt Plinius einen „großartigen Zeus auf dem Thron, umgeben von Göttern“, eine sehr sittlich wiedergegebene Penelope, außerdem einen Athleten, auf den er sehr stolz war und mit den Worten signierte invisurum aliquem facilius quam imitaturum, er wäre leichter neidvoll zu betrachten als nachzumachen. Der gleiche Vers wurde in seiner ursprünglich griechischen Fassung (μωμήσεται τις μᾶλλον ὴ μιμήσεται mōmḗsetai tis mállon ḕ mimḗsetai) an anderer Stelle dem Maler Apollodoros zugewiesen. Im Tempel der Aphrodite in Athen war das Gemälde eines rosenbekränzten Eros, das bereits Aristophanes in den 425 v. Chr. aufgeführten Acharnern erwähnt und laut einem Scholion aus der Hand des Zeuxis stammte. Im Concordiatempel in Rom hing das Bildnis eines angebundenen Marsyas. Ein weinender Menelaos am Grabe Agamemnons opfernd und das Bildnis einer Alten, bei dessen Anblick er vor Lachen gestorben sein soll.
Anekdotische Berühmtheit erlangt haben seine Traubengemälde. Eines seiner bekanntesten Werke schuf er im Wettstreit mit Parrhasios. Während Vögel die von Zeuxis gemalten Trauben anpickten, wurde er selbst durch einen von Parrhasios gemalten Vorhang getäuscht, so dass er den Schleier beiseiteschieben wollte, um die Malerei darunter besser betrachten zu können. Auch an dem Gemälde eines Trauben tragenden Knaben wollten die Tauben naschen, was den erzürnten Zeuxis zu der Einsicht brachte, die Trauben besser als den Knaben getroffen zu haben, denn „hätte er auch in diesem das höchste erreicht, so hätten sich die Vögel fürchten müssen.“ An kleineren Werken schuf er noch einfarbige „weiße“ Bilder (monochromata ex albo), von denen keine rechte Vorstellung zu gewinnen ist. Ob es sich um grau in grau gehaltenes Chiaroscuro oder um Malereien im Stil weißgrundiger Lekythen handelte, ist nicht zu klären. In Ambrakia ließ im Jahr 189 v. Chr. Fulvius Nobilior nach Öffnung der Stadt während des Römisch-Syrischen Krieges nur kleine tönerne Statuetten, figlina opera, aus der Hand des Zeuxis zurück, Statuen der Musen aber überführte er nach Rom.
In seiner Charakterisierung eines Philosophen namens Thrasykles erwähnt Lukian noch ein Bildnis des Windgottes Boreas und eines des Meerdämons Triton, Darstellungen, ganz wie Thrasykles auf den Leib gemalt. Eine Entscheidung, ob beide einzeln oder gemeinsam gemalt wurden, ist nicht zu treffen. Lukian liefert auch die äußerst ausführliche Gemäldebeschreibung zu einer Kentaurenfamilie des Zeuxis. Das Original kannte er nicht, es war beim Transport nach Rom im Auftrag Sullas im Meer bei Malea untergegangen, so stützte sich Lukians Beschreibung auf eine angeblich exakte Kopie, die er in Athen sah. Das Bild zeigte eine gelagerte Kentaurin, die zwei Junge nährt, eines an der Brust, das andere am Euter. Der Familienvater schaute wie von einer Warte von oben herab auf die Szene und hielt ein Löwenjunges empor, um seine Kleinen im Scherz zu erschrecken. Der stark behaarte Familienvater hatte das wilde Äußere eines „Waldbewohners“ auch in seinem menschlichen Teil, lächelnd, doch mit wildem Blick. Die Mutter hingegen hatte den Pferdekörper von schönster Bildung und auch der menschliche Teil war bis auf die satyrhaften Ohren durchaus schön. Die Kinder zeigten bei aller kindlichen Weichheit bereits ihr unbändiges, wildes Naturell.
Sehr berühmt und häufig erwähnt war sein Bildnis der Helena, das er im Auftrag der unteritalischen Stadt Kroton malte. Das Bild hing neben anderen Werken des Zeuxis ursprünglich im Tempel der Hera Lakinia in Kroton, zur Zeit des Plinius befand es sich jedoch in der Porticus Philippi in Rom. Viele Anekdoten ranken sich um das Gemälde, das Zeuxis nach dem Vorbild der fünf schönsten Mädchen der Stadt gefertigt haben soll. Von dem Ergebnis sei er so überzeugt gewesen, dass er Eintrittsgelder für seine Besichtigung genommen haben soll. Doch bezeugt auch die große Anerkennung des Bildes durch den Maler Nikomachos den Rang des Bildes und die darin zum Ausdruck gebrachte Kunstfertigkeit des Zeuxis. Möglicherweise gab es eine Kopie des Bildes in Athen, ob aus der Hand des Zeuxis selbst, ist ungewiss. Eustathios von Thessalonike versetzte das Bild in die Getreidehalle, die stoa alphiton, von Athen.

## Stellung und Person
„In die von Apollodoros geöffneten Türen der Kunst trat Zeuxis von Herakleia ein“. Mit diesen Worten beginnt Plinius seine kurze Abhandlung des Künstlers. Apollodoros von Athen, in dessen Spätzeit Zeuxis wirkte, führte die Schattenmalerei ein, die Zeuxis mittels seines Pinsels zu großem Ruhm führte. Für Quintilian war er gar der Erfinder der Schattenmalerei, denn nicht mehr aus der praktischen Erfahrung heraus, sondern mit ratio, also mit Vernunft und Regelhaftigkeit, setzte er Licht und Schatten ein und entwickelte die dafür gültigen Prinzipien. Apollodoros erkannte diese Leistung durchaus an, wenn er urteilte, „Zeuxis habe die Kunst von anderen gestohlen und mit sich genommen“.
Cicero ordnete ihn den Vierfarbenmalern zu, was man angesichts der Zeitstellung und der Werkbeschreibungen nicht zu wörtlich nehmen darf. Mit nur vier Farben wären die beschriebenen Effekte und illusionistischen Täuschungen nicht zu verwirklichen gewesen. Dennoch wird die Malerei des Zeuxis im Verhältnis zu den von Cicero verglichenen Malern alexandrinischer Zeit von einem einfacheren Kolorit gewesen sein, zumal die Herstellung künstlicher, zusammengesetzter Farbstoffe noch weitgehend unbekannt war. Gerade im Arrangement verschiedener Flächen zueinander, im Vermitteln der Farben unter Einfluss von Licht und Schatten schuf Zeuxis Bemerkenswertes und stellte sich in bewusstem Gegensatz zu dem Werk des älteren Polygnotos, der ein Meister der Linien und flächig gefüllten Konturen war, diese aber unvermittelt nebeneinander stellte.
Gerade im Gegensatz zu Polygnotos fehlte seinem Werk im Urteil des Aristoteles das Ethos. Denn in der Kunst sei das Unmögliche, sobald man ihm den Schein des Wahren gebe, dem Möglichen, aber Unwahrscheinlichen vorzuziehen. Den Wandel der dem Urteil zugrundeliegenden Vorstellungen kann man daran ablesen, dass Plinius hingegen Zeuxis’ Penelope als Sinnbild der Sittlichkeit rühmt. Im Gegensatz zu Polygnot, der Schlachten und große Themen der Mythologie wie die Iliupersis bevorzugte, mochte Zeuxis laut Lukian gewöhnliche Themen wie Helden, Götter oder Kriegsszenen nicht, war vielmehr an dem Neuen, dem Ungewöhnlichen und Fremdartigen interessiert und wollte darin die höchste Vollendung der Kunst zeigen. Eine gewisse Vorliebe für Mischwesen lässt sich aus der Werkliste herauslesen und mag dem Urteil des Aristoteles Gründe geliefert haben.
Zeuxis’ Interesse galt der Technik des Malens und er erwarb hierdurch sein unterscheidendes Verdienst. Im Gegensatz zu dem auf äußerste Feinheit bedachten Parrhasios war Zeuxis kein Zeichner, sondern ein Maler des Unwahrscheinlichen, des Überraschenden, der dennoch zumindest das äußerliche Ideal suchte und wie beim Beispiel des Helenabildes aus dem lebenden Beispiel die Wahrheit zu extrahieren versuchte (in simulacrum ex animali exemplo veritas transferatur). Dass er mit seinem Werk nicht nur Zuspruch fand, wird an der generellen, bei Plinius überlieferten Kritik deutlich, nach der seine Köpfe und Gliedmaßen zu groß, also in den Proportionen nicht stimmig waren. Quintilian überliefert dies hingegen als Reminiszenz an Homer, dem gerade kräftige Formen auch an Frauen gefielen. Zeuxis hätte den Gliedern mehr Masse gegeben, da er die Dargestellten so für voller und stattlicher hielt. Auch Cicero lobte seine formas et liniamenta.
Zeuxis, der durch seine Kunst zu Wohlstand kam und in Olympia mit goldbesticktem Gewand herumlief, verschenkte in seinen späten Jahren seine Bilder, „da ohnehin kein Preis zu hoch gewesen wäre, um sie zu bezahlen.“

## Rezeption
Seine allein durch die literarische Überlieferung ausgelöste Wirkung auch auf die Kunst der Neuzeit seit der Renaissance ist nicht zu unterschätzen, beispielsweise:
- Das Atelier des Malers von Giorgio Vasari, um 1563
- Selbstbildnis als Zeuxis von Rembrandt van Rijn, um 1663
- Zeuxis malt die Helena für den Heratempel zu Kroton von François-André Vincent, 1789
- Zeuxis choisissant ses modèles von Victor Mottez, 1858

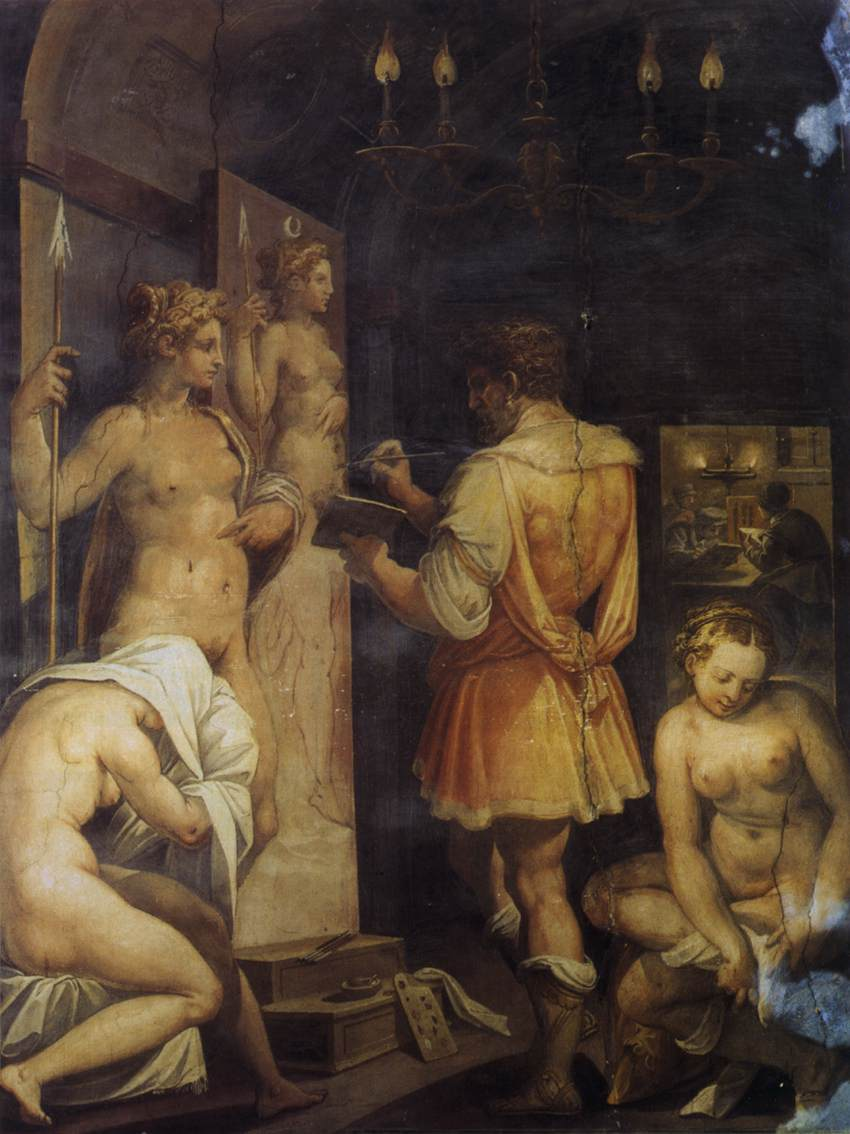
Das Atelier des Malers von Giorgio Vasari
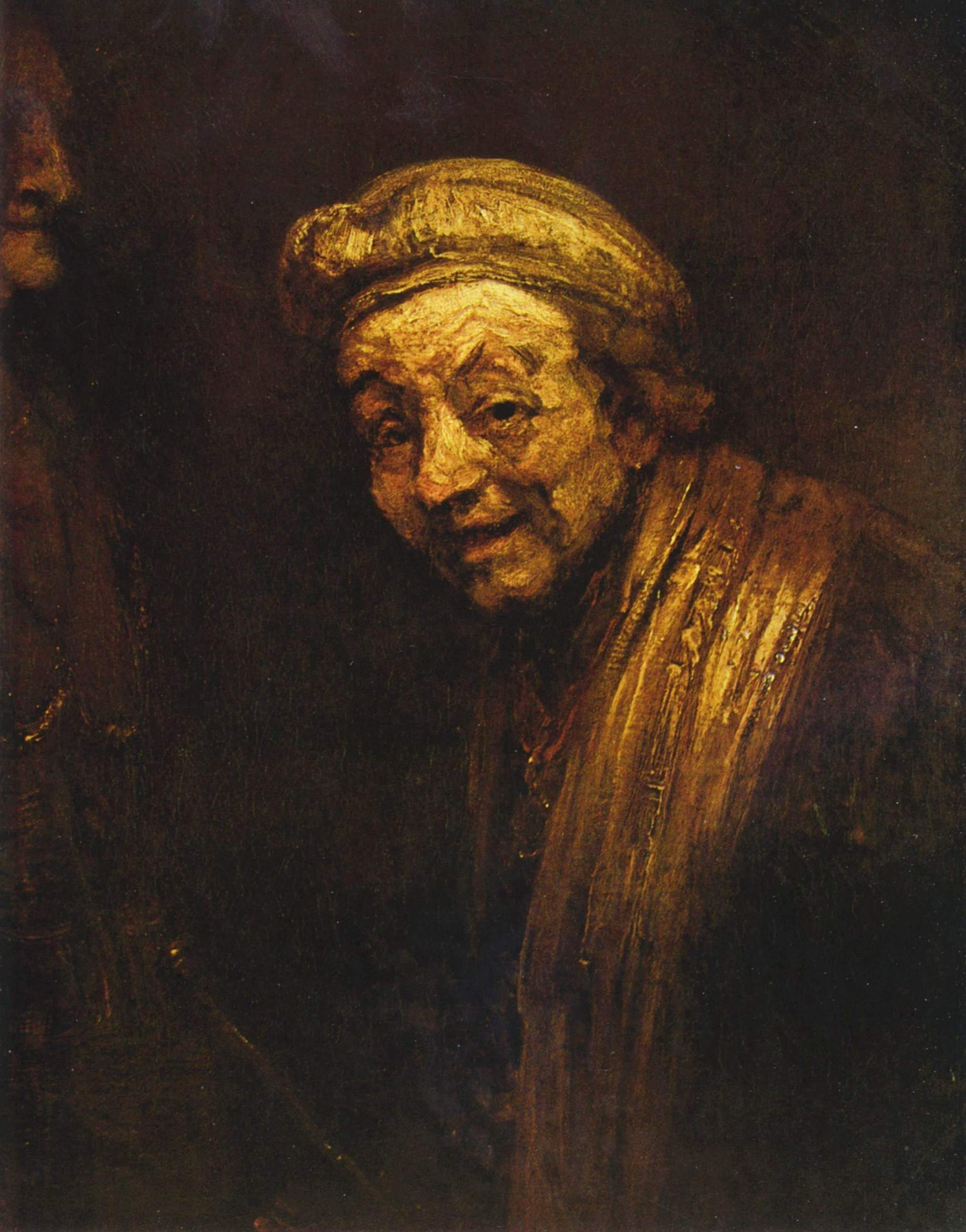
Selbstbildnis als Zeuxis von Rembrandt van Rijn
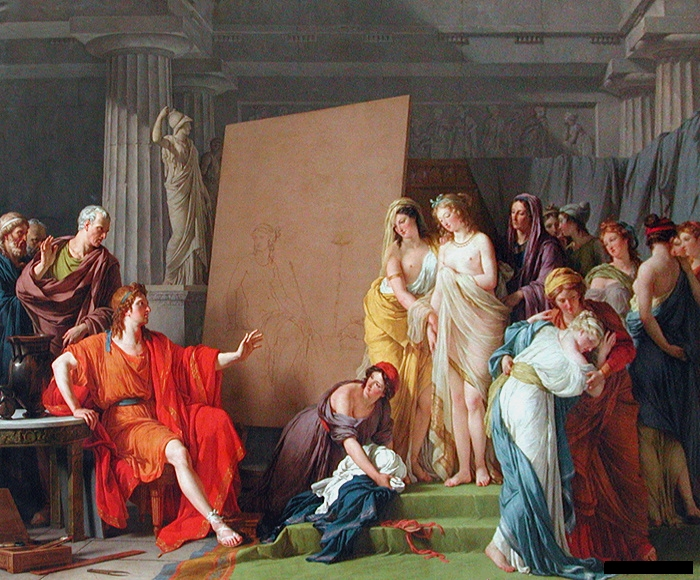
Zeuxis malt die Helena für den Heratempel zu Kroton von François-André Vincent
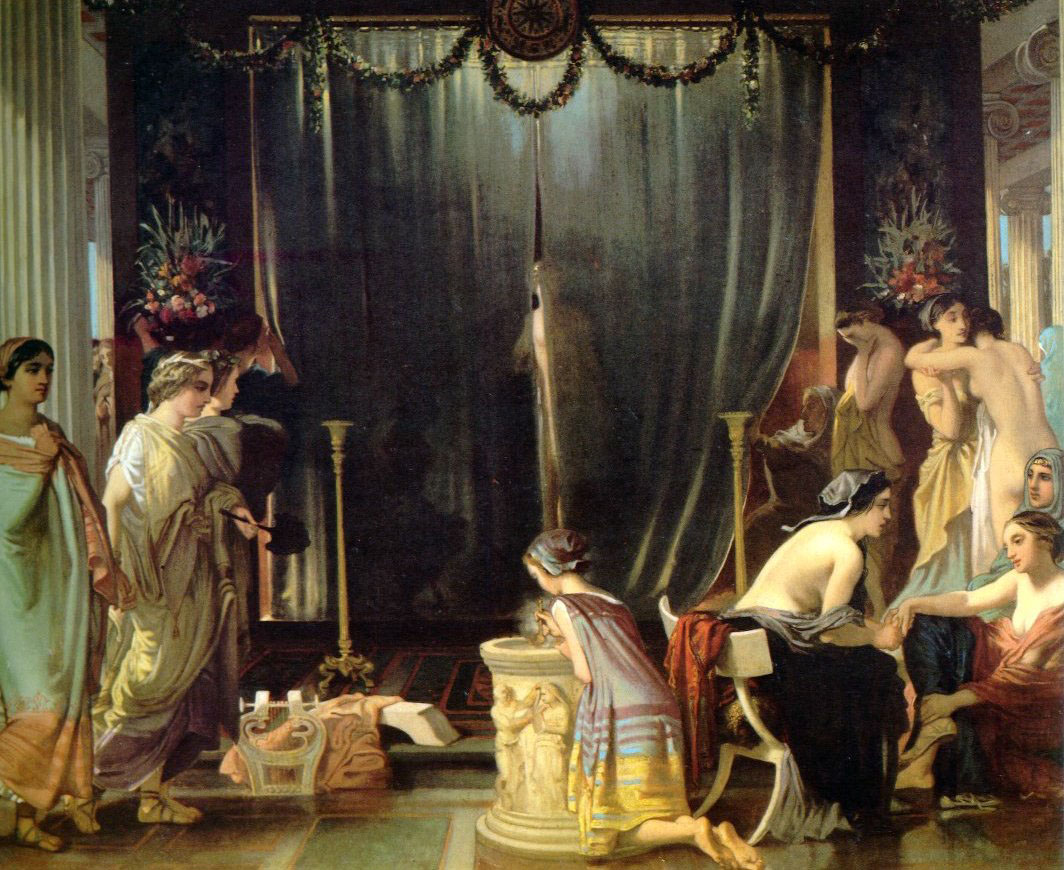
Zeuxis choisissant ses modèles von Victor Mottez